# Skyggefod
Skyggefod eller skiapod er et dværglignende etbenet fabelmenneske.
Skyggefod har fået sit navn efter et ben med en stor fod. Når Skyggefod løfter det hen over sig, er det som en stor parasol, der giver skygge. Skyggefod lever langs Nilen.
| Mytologi | Spire Denne artikel om mytologi er en spire som bør udbygges. Du er velkommen til at hjælpe Wikipedia ved at udvide den. |